# Uruguay Deportivo Atletico y Social

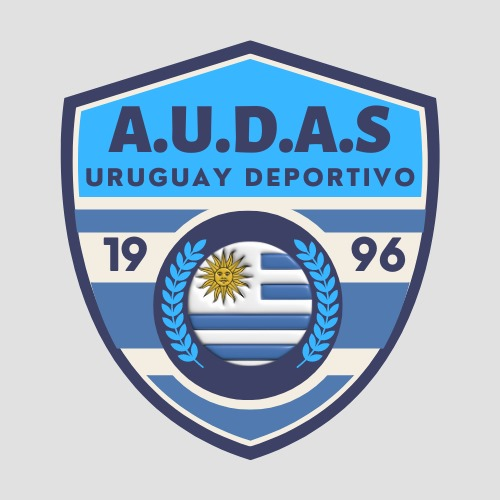
Logo del Club

Es un club uruguayo de fútbol, con sede en Montevideo, fundado el 22 de abril de 1996.

## Historia
Uruguay Deportivo FC fue fundado en 1996, luego que fallaran el intento que Antel les cediera un complejo suyo en Piedras Blancas, que hacía 8 años lo tenía abandonado, y el presidente de Antel, Ricardo Lombardo se lo ''cediera'' al concejo único juvenil, para uso de sus selecciones, presididas por Nelson Spilman (cosa que nunca ocurrió). El Uruguay Deportivo FC compite en un campeonato, en el año 1997, organizado por la liga Toledo donde intervienen 8 equipos, saliendo campeón invicto, y con ese resultado y dada la proyección que podrían tener sus jugadores, por las cercanías y amistad entre los fundadores, fueron todos cedidos en el año 1999, a la institución 'Deportivo Italiano', el cual competiría ese año en la Divisional C en la AUF.
Retornó siempre con la idea de encontrar la persona idónea, Sr. Marcelo Merletti, para poner en funcionamiento el club, en 2024 (ya había estado muy cercana su llegada en el año 2020, pero la pandemia no retraso el inicio del proyecto) en el año 2024, el club se encuentra negociando su competencia en la Divisional ''D'', con un proyecto acorde a las ideas de cuando se fundó el Uruguay Deportivo FC
- Datos: Q129166310